# Cimitero monumentale di Forlì
Il cimitero monumentale di Forlì, o Cimitero urbano monumentale di Forlì, costituisce una delle più notevoli architetture cimiteriali della Romagna. Venne edificato nel 1807, in seguito alla promulgazione dell'editto di Saint Cloud da parte di Napoleone Bonaparte.

## Storia
Dopo l'editto di Saint Cloud che prescriveva per motivi di ordine igienico-sanitario la tumulazione dei defunti in specifici luoghi al di fuori delle aree urbane, Forlì si dotò di un proprio cimitero, lontano dalle mura cittadine. Nel 1807 venne localizzata l'area sulla quale edificare il cimitero: presso una grande fabbrica, sulla direttrice per Ravenna, in località Villa Pianta, accanto a una fornace che disponeva di una propria cava di materiale. 
Il Regno d'Italia emanò un decreto il 3 gennaio 1811 che prescriveva che vi fosse un campo mortuario in ogni comune del Regno e, in virtù di tale decreto, il 1º luglio 1811 si aprirono i lavori per il cimitero monumentale.
L'individuazione dell'area, così come la progettazione e l'edificazione del cimitero avvenne in maniera affrettata, tanto che in breve tempo si rese necessaria una nuova struttura per far fronte alle esigenze di tutta la città. Venivano così richiesti un consistente ampliamento dell'edificio e nuove esigenze distributive. Il progetto per un grande emiciclo con un colonnato di ingresso che doveva racchiudere un'area di pertinenza venne però più volte proposto e sempre rigettato.

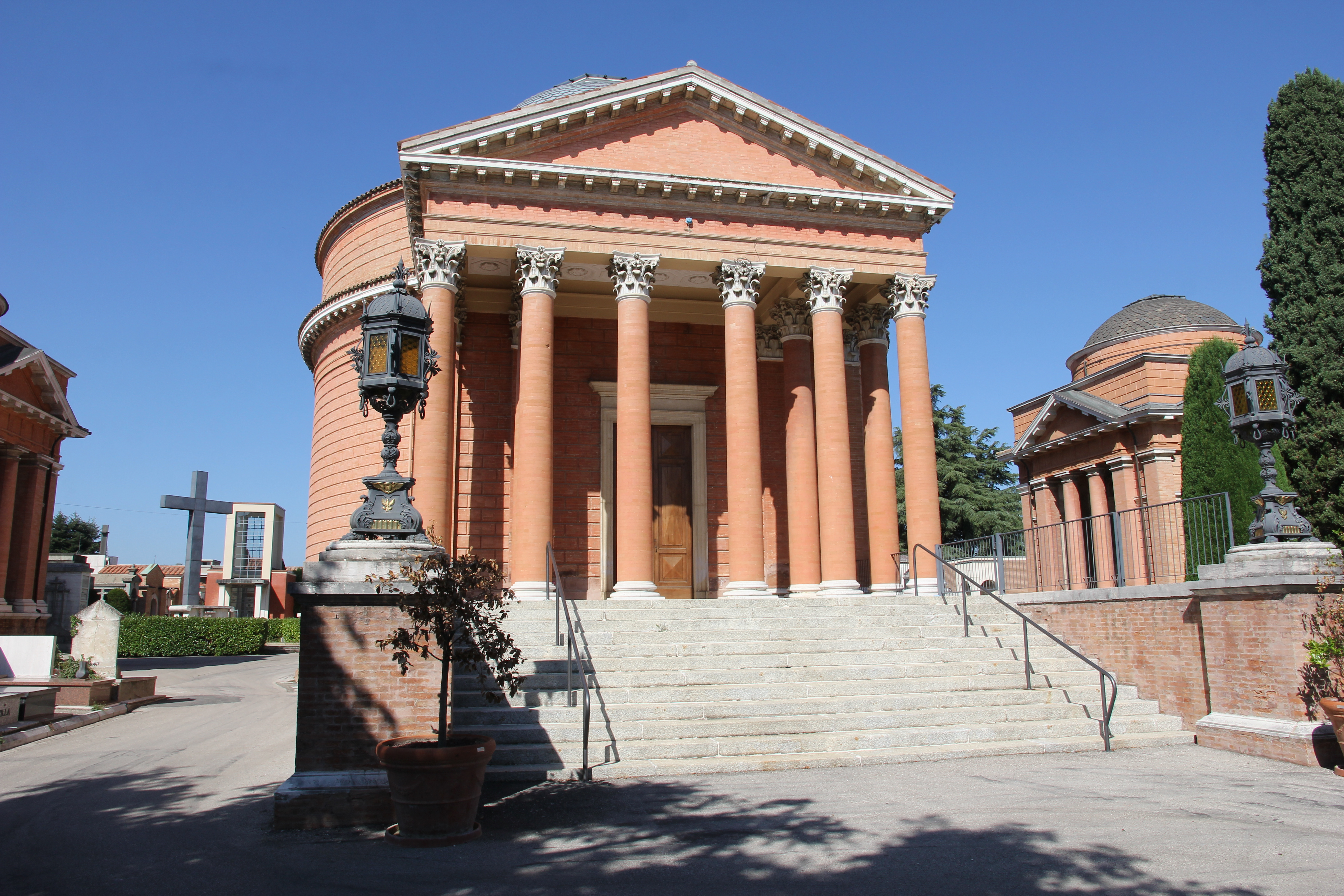
Il famedio

Il cimitero fu così ampliato da Ruffillo Righini nell'aprile del 1818 sotto il governo pontificio. Ma ai forlivesi questo nuovo cimitero non piaceva a causa, come riferiva Calletti, della «bassa terra su cui era stato eretto, per la mala divisione delle aree e dei viali e per il suo meschino oratorio». Anche la sua distanza dalla città, sebbene di soli 2 km dal centro della città, era aspramente criticata. Venne perciò più volte proposto di edificarne uno nuovo.
L'amministrazione comunale voleva assecondare il desiderio della parte più abbiente della popolazione che desiderava progettare il cimitero in modo da soddisfare il proprio desiderio di distinzione rispetto al resto della popolazione. Sfruttando tale desiderio, il comune riuscì a far pagare ai cittadini più abbienti la recinzione del cimitero, concedendo loro il privilegio di collocare le loro tombe sotto le arcate dei portici, trasformate in cappelle private e dunque distinte da quelle dei più poveri che venivano inumati nel campo centrale. Nella seduta del 1854 il Consiglio Comunale deliberò che venisse costruito, sull'area del precedente cimitero del 1818, un più ampio cimitero. Nella stessa seduta venne approvato il progetto sulla base dei disegni proposti dall'ingegnere comunale Giacomo Santarelli, fissando un tetto di spesa a 6000 scudi da ripartirsi in quattro rate annuali da 1500 scudi.
I lavori sarebbero dovuti iniziare nel 1855 ma la deliberazione del consiglio non fu approvata dal delegato apostolico, il monsignore Loschiavo. Stessa sorte ebbe una seconda proposta del 7 febbraio 1856.
Si optò quindi per un nuovo e temporaneo ampliamento, con complessiva risistemazione dell'intera struttura, che avvenne nel 1863. La città però aveva conosciuto, dall'invasione napoleonica fino all'annessione al Regno d'Italia, un sensibile aumento della popolazione con un relativo aumento dell'indice della mortalità. Era necessaria una più ampia struttura e il progetto del nuovo edificio venne affidato all'architetto romano Pietro Camporese il Giovane, nominato nel 1863 ingegnere d'ufficio del comune. Il 9 novembre 1867 il consiglio comunale decretò che, su fondi pubblici e privati, prendesse avvio la costruzione del nuovo cimitero sotto la supervisione dell'architetto Camporese. Il progetto risultò una delle imprese di più ampio respiro che la città avesse avuto durante il corso di tutto l'Ottocento, tanto che il cantiere durò quasi 20 anni e la perizia di fine lavoro venne redatta nel 1892. Il 31 agosto 1868 la Giunta Comunale pose la prima pietra dell'edificio e, a ricordo di ciò, venne murata una memoria dettata da Antonio Santarelli, chiusa in un tubo di piombo, augurando ai morti che qui vi riposeranno rispetto e onore e al monumento lunga vita e onore. Il tubo in piombo fu adagiato insieme alla prima pietra, in uno degli angoli di nord-est dell'edificio.
Alla morte di Camporese, avvenuta nel 1873, succedette alla guida dell'imponente cantiere l'ingegnere e architetto comunale Guerrini che, sebbene rispettando a grandi linee le scelte di Camporese, effettuò non poche modifiche tanto che della parte originale disegnata da Camporese oggi rimane solo la parte perimetrale. Nel 1885 progettò la casa del custode che delimita sulla strada l'area di rispetto del cimitero.
Nel 1933 avvenne l'isolamento strutturale del Pantheon a seguito dell'ampliamento del cimitero avvenuto nel solco delle scelte architettoniche adottate da Camporese. A questo proposito, si può notare la differenza cromatica tra i laterizi precedenti, dal tipico color rosso forlivese, e quelli posti in opera nell'occasione: si nota, cioè, "la brusca variazione di colore, verso il rosso cupo, nei padiglioni terminali delle arcate, ricostruiti dopo l'isolamento del Pantheon, nel 1933".
Nel 1974 l'architetto romano Piero Maria Lugli, già attivo a Forlì, progettò per il cimitero l'ossario e il monumento ai Martiri della Resistenza.

## Personaggi famosi sepolti nel cimitero monumentale di Forlì
Il monumentale ospita le sepolture dei nobili forlivesi (famiglie Albicini, Bonavita, Guarini, Matteucci, Orsi Mangelli, Petrucci, Romagnoli-Reggiani, ecc.) e di donne e uomini noti o d'ingegno tra cui si ricordano:
- Achille Cantoni
- Donata Doni
- Diego Fabbri
- Arnaldo Ferraguti
- Alessandro Fortis
- Antonio Fratti
- Gaetano Ghinassi
- Piero Maroncelli
- Angelo Masini
- Fulcieri Paulucci di Calboli
- Marco Palmezzano
- Pompeo Randi
- Luigi Ridolfi
- Roberto Ruffilli
- Aurelio Saffi
- Iris Versari
- Giuseppe Verzocchi

## Artisti autori di sepolture nel cimitero monumentale
Tra i vari scultori attivi al monumentale di Forlì si ricordano:
- Tobia Bagioli (1821-1902), Ravenna
- Mauro Benini (1856-1914), Cesena
- Emilio Bentivogli (monumento Arfelli)
- Leandro Biglioschi
- Bernardino Boifava (monumento a Luigi Ridolfi)
- Giannantonio Bucci
- Antonio Canova (monumento a Maria Ravaioli, madre di Melchiorre Missirini)
- Luigi Casadio (1873-1933), Ravenna
- Giuseppe Casalini[13]
- Ambrogio Celi attivo nella seconda metà del XIX secolo, Massa Carrara (monumento Guarini)
- L. Croce, attivo a fine Ottocento
- Roberto de Cupis (monumenti Ercolani, Orsi Mangelli)
- Fenati, attivo nella seconda metà del XIX secolo, Ravenna
- Augusto Antonio Dirani
- Ettore Ferrari
- Carlo Fontana
- Luigi Galotti
- Tullo Golfarelli
- Paolo Grilli (1857-1952), Cesena
- Gustavo Guerrini
- Gaetano Lombardini (monumenti Saffi, Matteucci, Romagnoli Reggiani)
- Piero Maria Lugli (ossario e monumento ai martiri della Resistenza)[3]
- Attilio Maltoni
- Giovanni Marchesi (monumenti Bornandini, Vallicelli)
- Virgilio Marchi
- Alessandro Massarenti
- Antonio Minasi, emiliano
- Attilio Maltoni (1862-1911), Ravenna
- Mario Mambelli
- Giovanni Marchesi
- M. Millul, attivo a inizio Novecento
- Silverio Montaguti
- Alberto Montevecchi
- Mario Moschi
- Domenico Rambelli (il Fante del monumento ai mutilati e invalidi di guerra[14])
- Pompeo Randi
- Angelo Ranzi (monumento Agosto)
- Dino Salvini (monumento Magnani Canè)
- Apollodoro Santarelli (monumenti Santarelli, Petrucci e Matteucci Bordi)
- Giuseppe Maria Sartorio
- Ugo Savorana
- Carmen Silvestroni (tombe Briganti, Romanini, Servadei Gaspari, Marchini e Ciuffolini)
- Dante Sodini
- Paolo Testi (monumento Albicini)
- Pierfrancesco Tramonti
- Antonio Trentanove
- Gaetano Trentanove
- Matteo Vitale
- Fortunato Zampanelli
- Pio Zavatti

## Galleria d'immagini

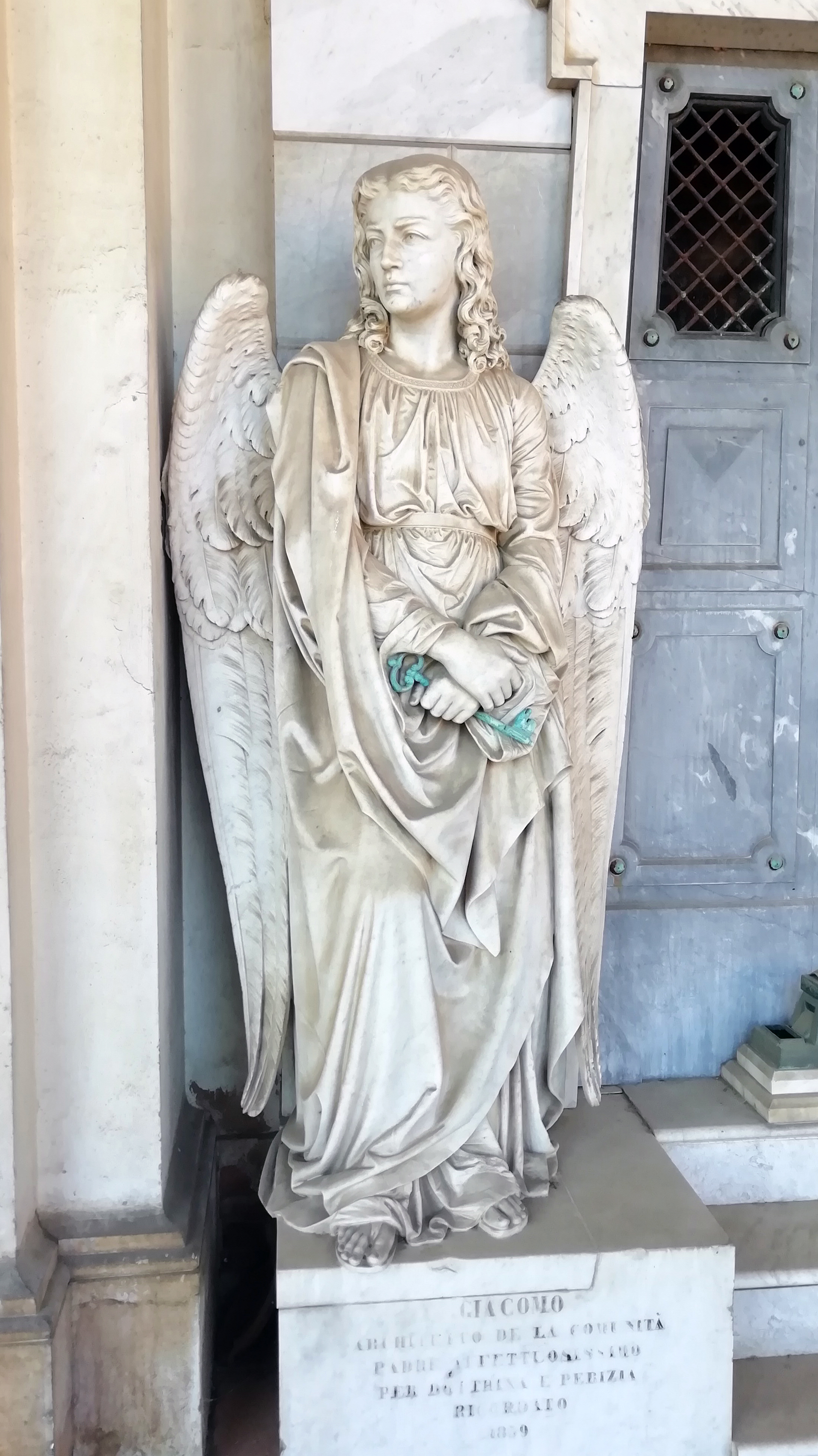
Monumento a Giacomo Santarelli
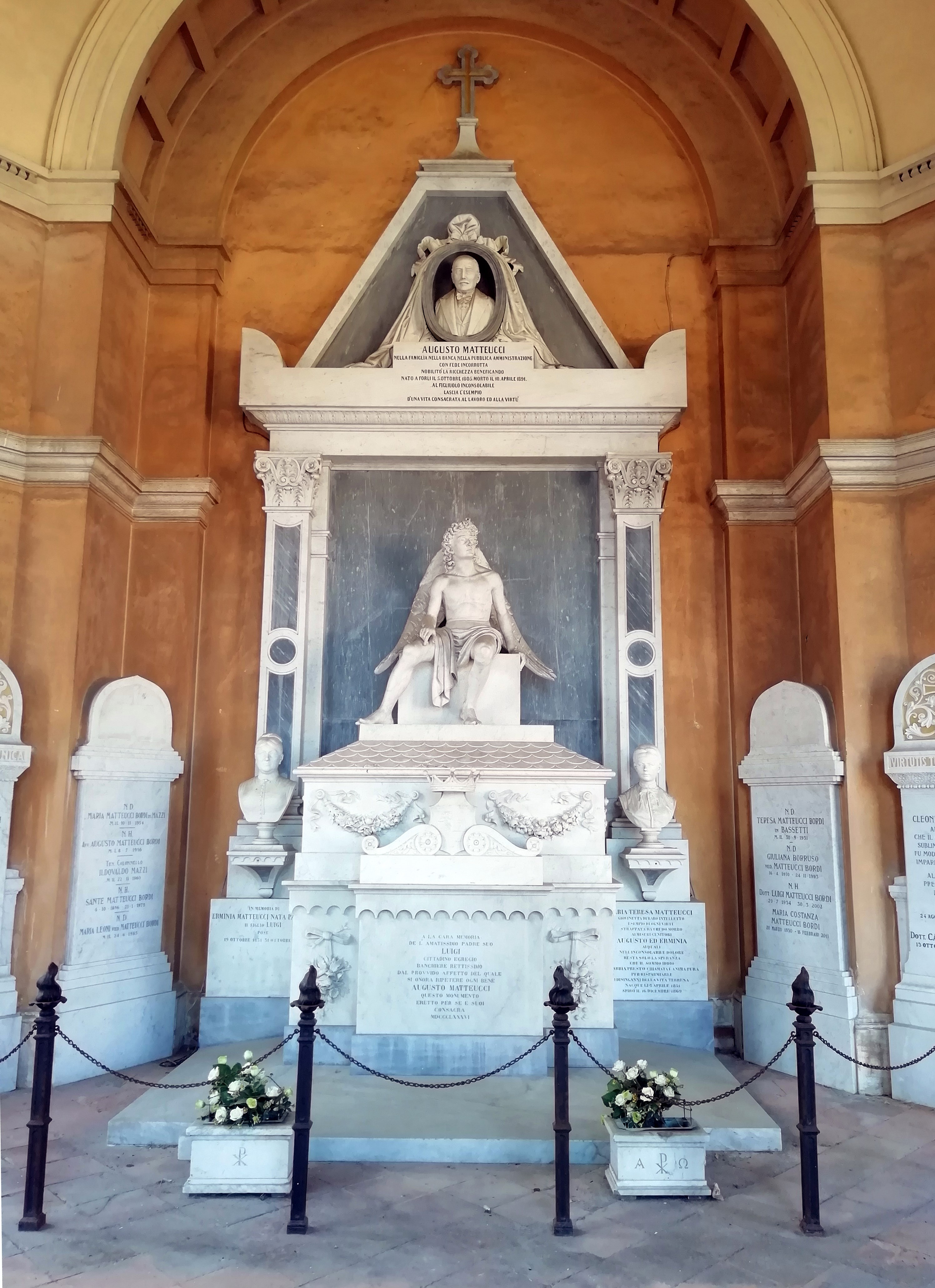
Monumento Matteucci
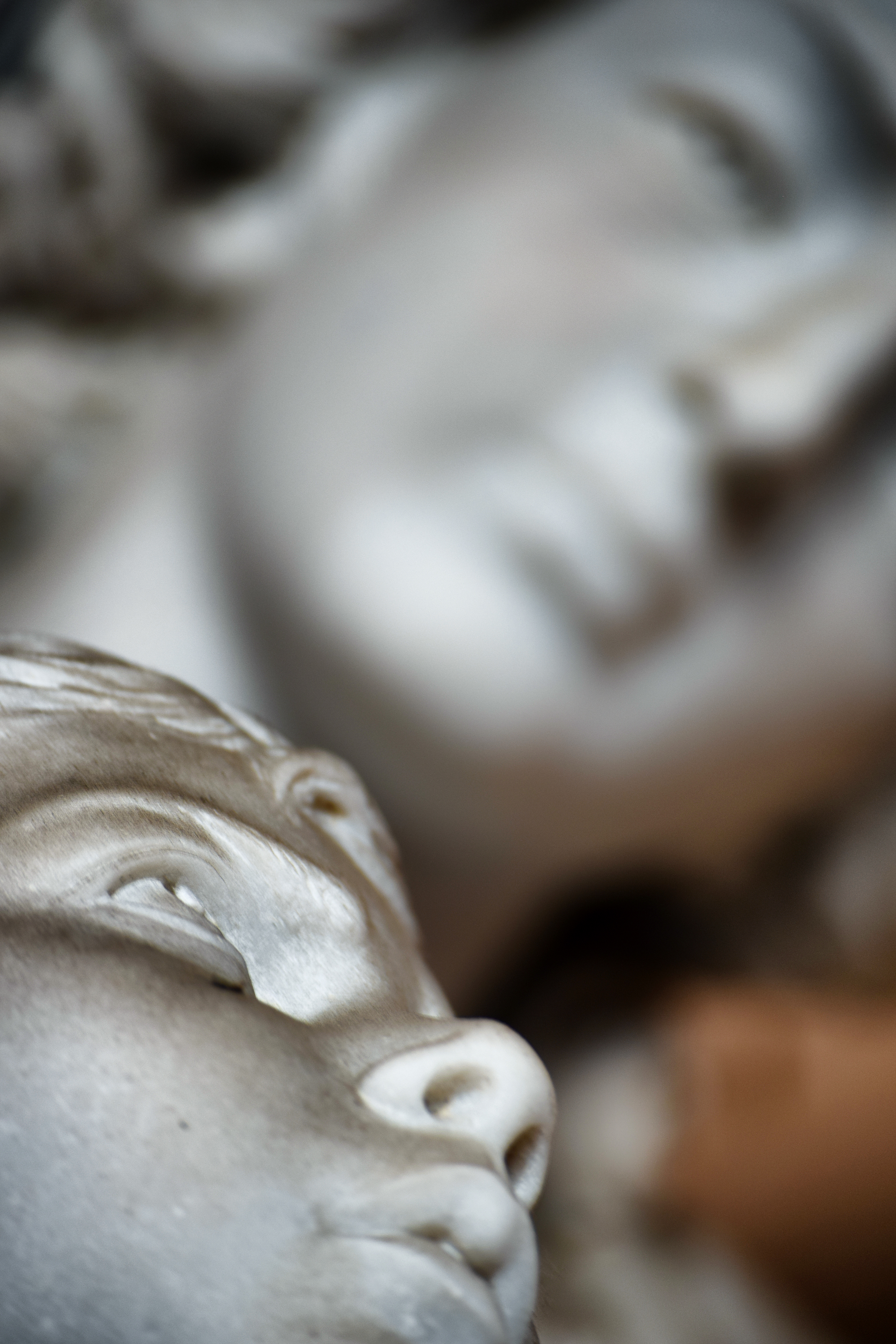
Dettaglio del monumento Matteucci
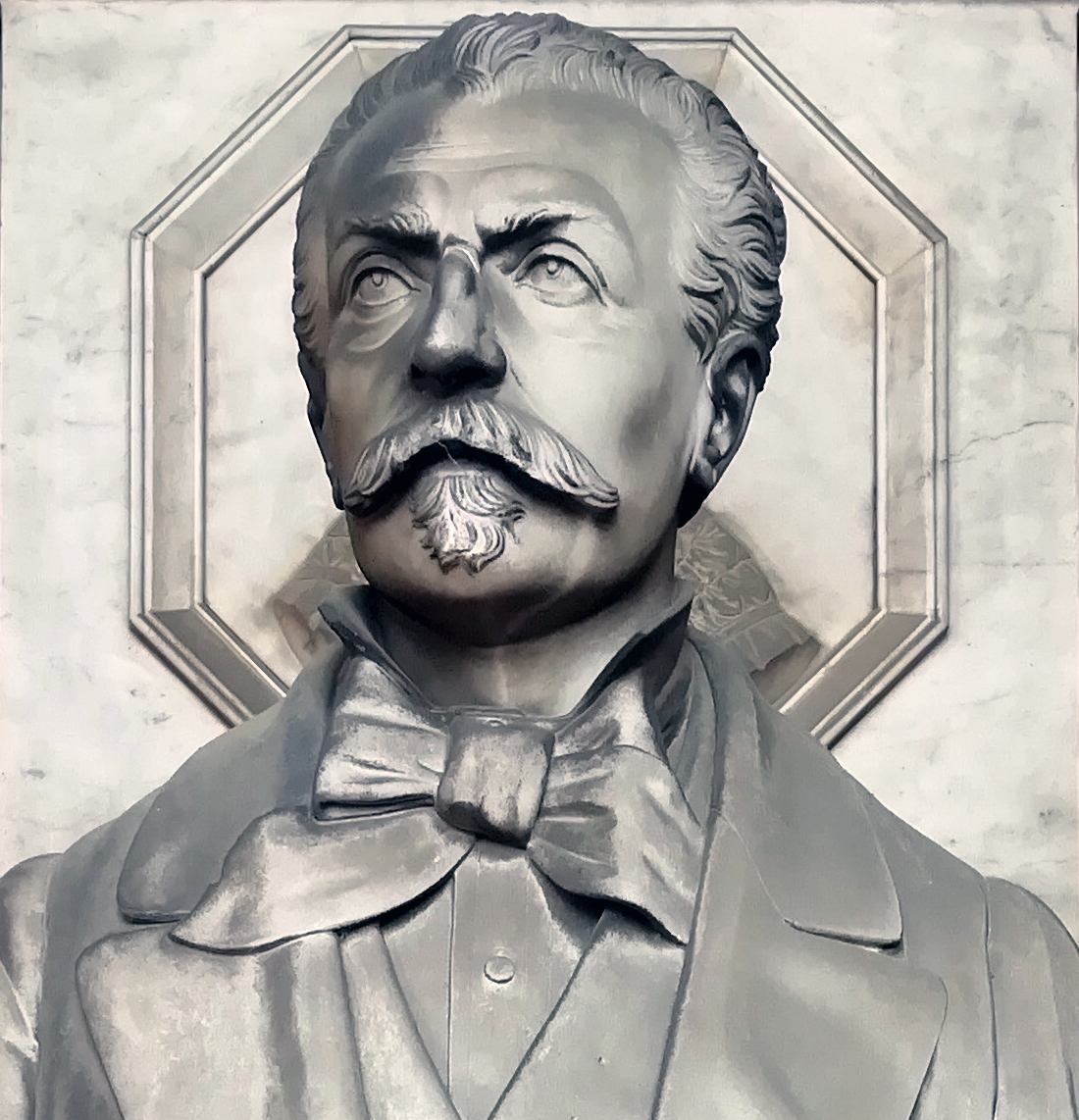
Busto di Pompeo Randi
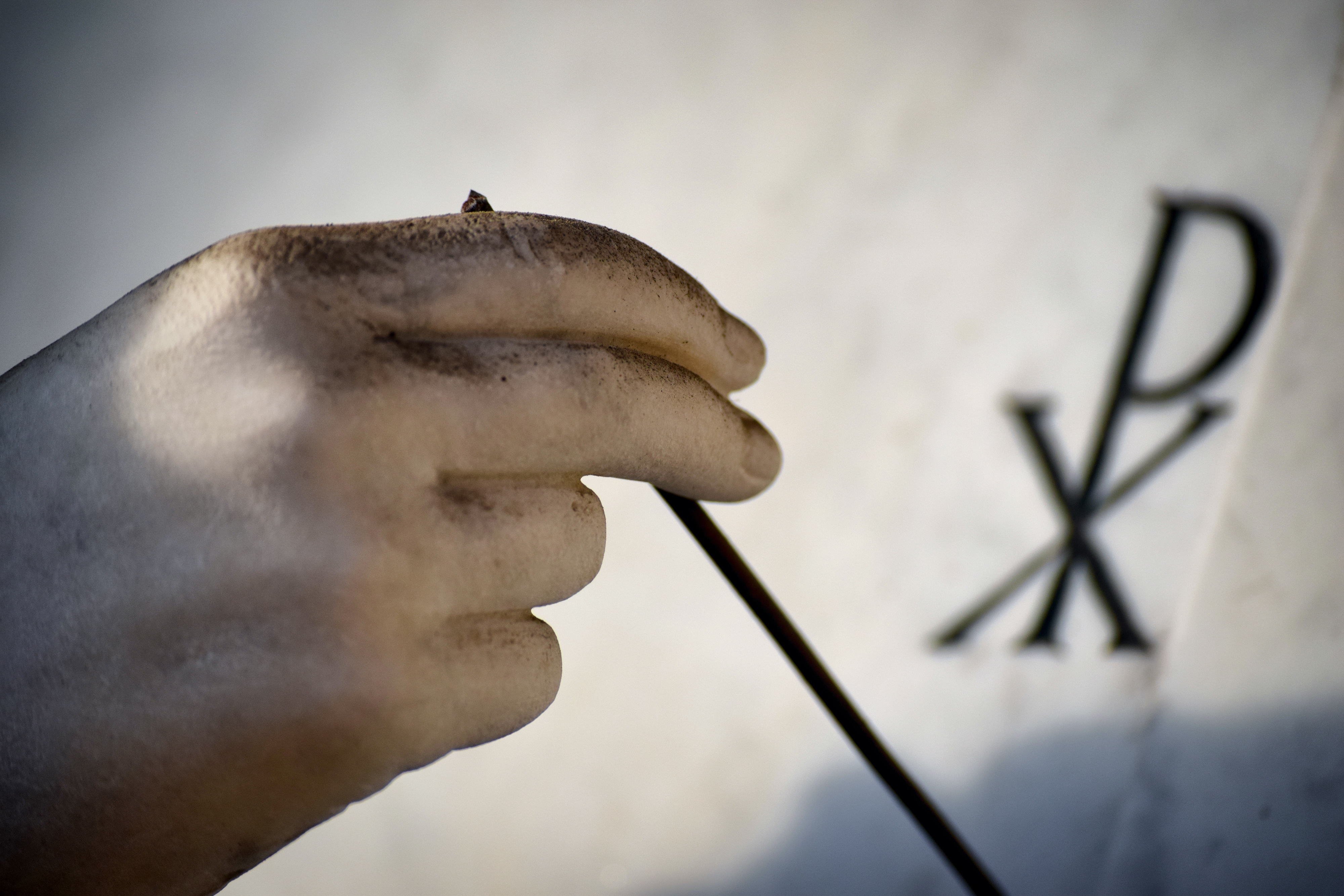
Dettaglio del monumento Pantoli
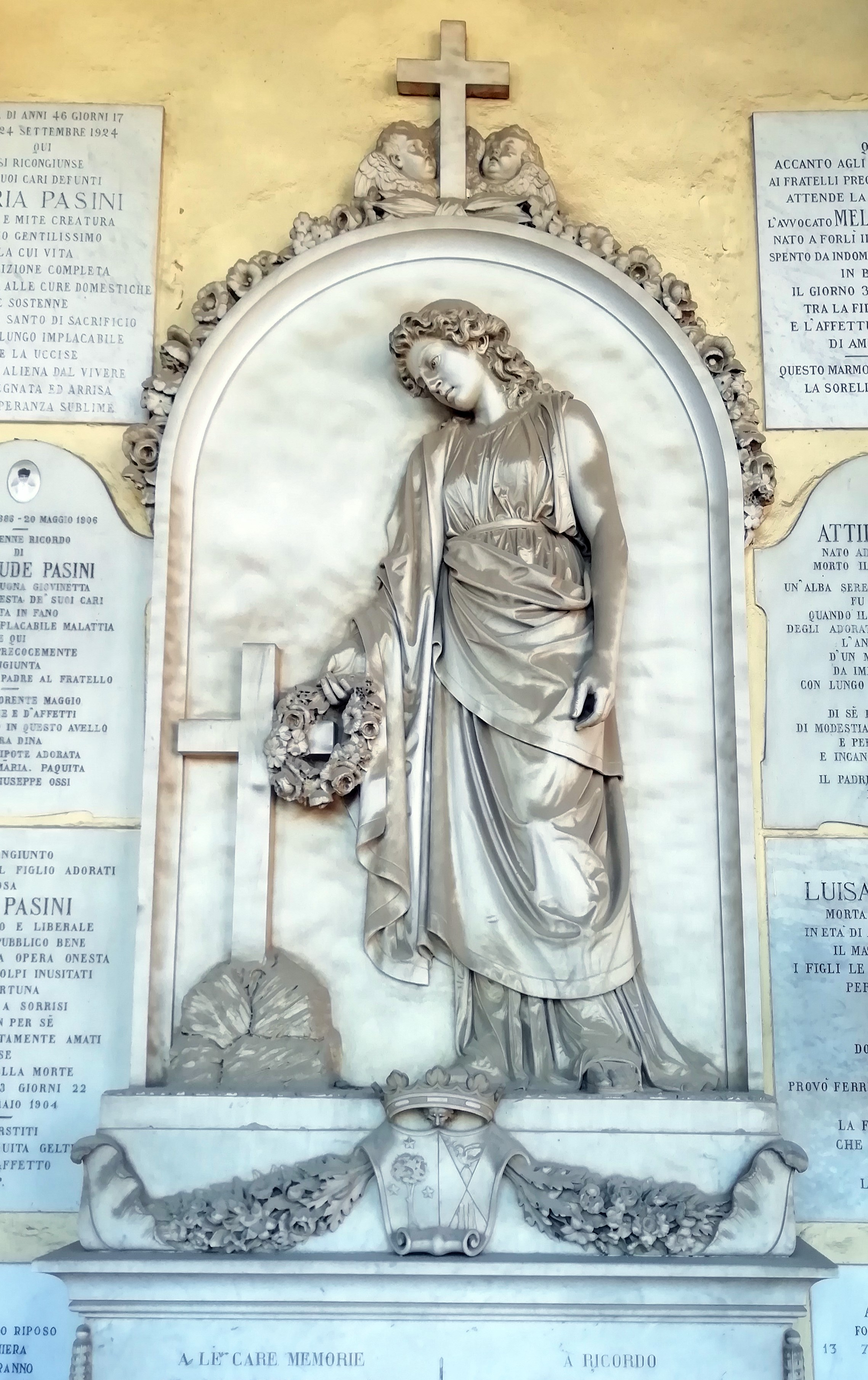
Monumento Pasini
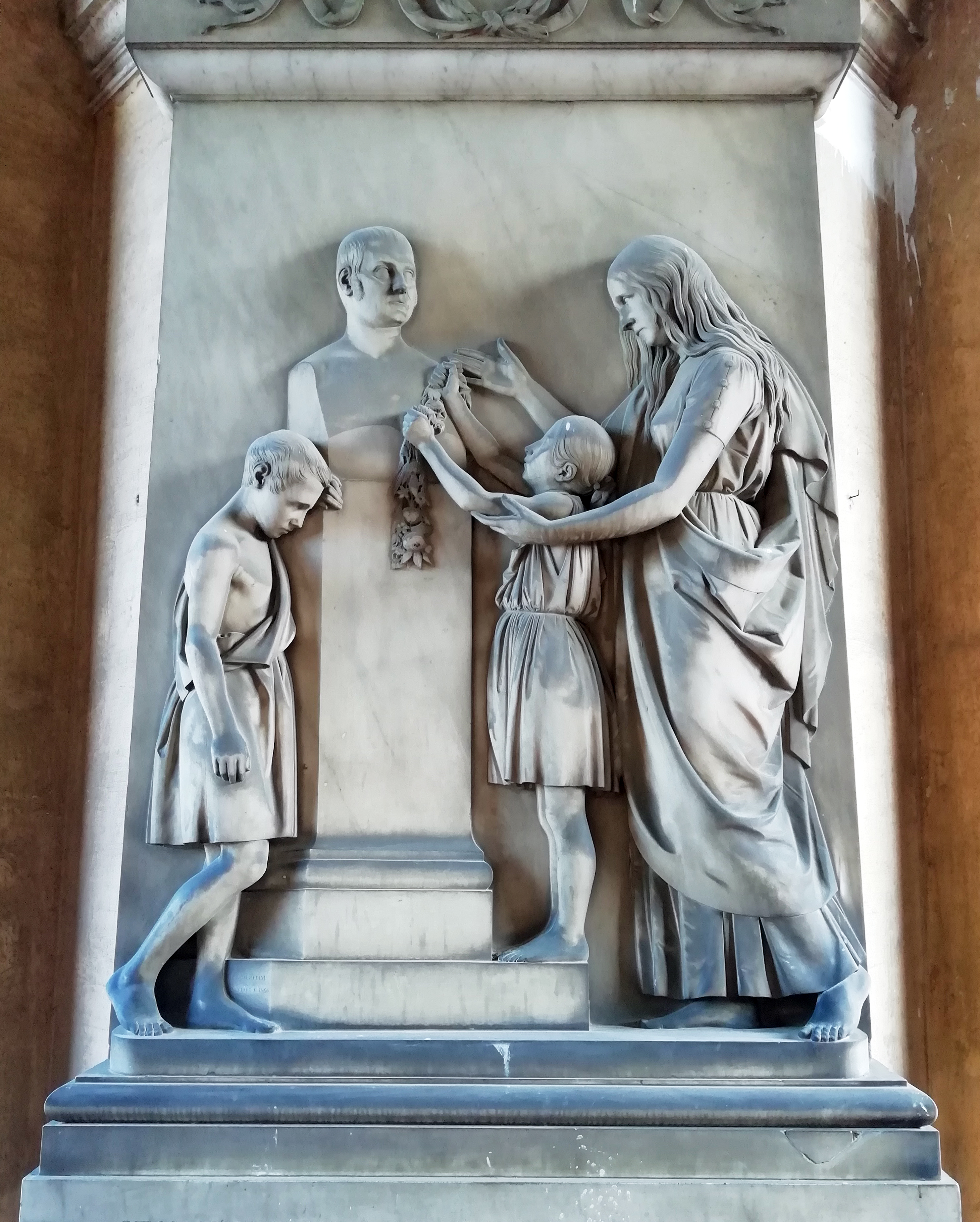
Monumento Romagnoli Reggiani